# زبون‌بسته
زبون‌بسته فیلمی به کارگردانی و نویسندگی نصرت‌الله وحدت محصول سال ۱۳۴۴ است.

## خلاصه داستان
جوانی روستایی قصد دارد برای تهیهٔ جهیزیهٔ خواهرش به شهر سفر کند ولی نگران سوءنظر ارباب به همسرش است. روستایی سرانجام به شهر می‌رود؛ و طی ماجرایی عمال ارباب به دفعات مزاحم روستایی می‌شوند ولی او با همکاری یکی از مأمورین، عمال ارباب را که از سارقین با سابقه هستند گرفتار قانون می‌کند و سپس خود با همسرش که به دنبال او به شهر آمده‌است مجدداً به روستا بازمی‌گردند.

## بازیگران
- نصرت‌الله وحدت
- پوری بنایی
- یوری
- شایسته
- فروزش
- محسن آراسته
- منصور سپهرنیا
- صفاپور
- علی محمد رجایی
- بیتا
- علی میری
- میرمحمد تجدد
- مراد
- ماوندادی
- باقر میرصادقی
- نیکخواه
- مینا
- واهان
- شهین
- صمدی
- رضوانی
- درخشنده
- حبیب‌الله خان مراد
- نیک ورز